# Чудина, Александра Георгиевна
Алекса́ндра Гео́ргиевна Чу́дина (6 ноября 1923, д. Крамское, Богородицкий уезд, Тульская губерния — 28 октября 1990, Москва) — советская волейболистка, легкоатлетка и хоккеистка (хоккей с мячом). Заслуженный мастер спорта СССР (1948).
Игрок сборной СССР по волейболу (1949—1960), 3-кратная чемпионка мира (1952, 1956 и 1960), 4-кратная чемпионка Европы (1949, 1950, 1952, 1958), семикратная чемпионка СССР, нападающая. Трёхкратный призёр Олимпийских игр 1952, чемпионка Европы 1954 по легкоатлетическому пятиборью, 40-кратная чемпионка СССР по лёгкой атлетике.

## Биография
В 1937 году начала играть в хоккей с мячом в команде «Красная роза» (Москва). В 1943—1947 выступала за хоккейную команду «Динамо» (Москва). В её составе становилась обладателем (1945, 1947) и финалистом (1946) Кубка СССР, победителем (1945, 1946) и призёром чемпионатов Москвы. В розыгрышах Кубка СССР провела 11 матчей и забила 34 мяча.
В 1945—1964 годах выступала за волейбольную команду «Динамо» (Москва). В её составе: 5-кратная чемпионка СССР (1947, 1951, 1955, 1960, 1962), 4-кратный серебряный (1949, 1952, 1957, 1958) и бронзовый (1950) призёр чемпионатов СССР, двукратный обладатель Кубка европейских чемпионов (1961, 1963), 3-кратный обладатель Кубка СССР (1950, 1951, 1953). В составе сборной Москвы стала двукратной чемпионкой (1956, 1963) и серебряным призёром (1958) Спартакиады народов СССР (также чемпионкой СССР 1956 и 1963).

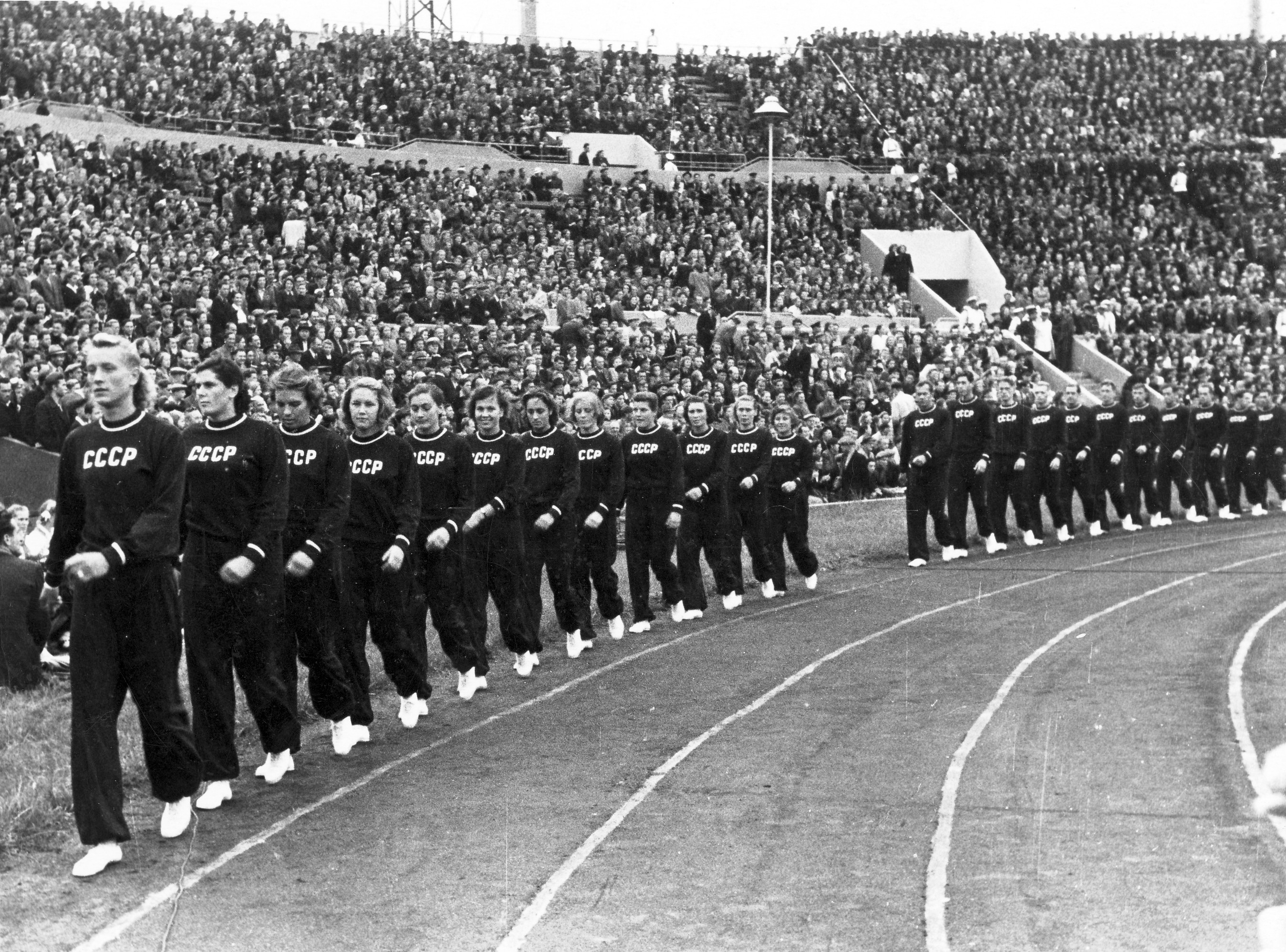
1952 год. Москва. Чемпионы мира — женская и мужская сборные команды СССР. Александра Чудина — во главе колонны советских волейболистов

В сборной СССР по волейболу выступала в 1949—1960 годах. В её составе стала 3-кратной чемпионкой мира (1952, 1956, 1960), 4-кратной чемпионкой Европы (1949, 1950, 1951, 1958), серебряным призёром чемпионата Европы 1955.
Является одной из самых именитых и разносторонних советских легкоатлеток. В 1945—1956 годах 40 раз становилась чемпионкой СССР в различных легкоатлетических дисциплинах (бег 400 метров, бег 80 метров с барьерами, эстафеты 4 × 100 и 4 × 200 метров, пятиборье, прыжки в длину и высоту, метание копья). В 1953—1956 годах ей принадлежал ряд высших мировых достижений. 9 августа 1953 в Бухаресте и 7 сентября 1955 в Москве она устанавливает мировые рекорды в пятиборье, а 22 мая 1954 года на соревнованиях в Киеве — в прыжках в высоту — 1 м 73 см (держался до 5 мая 1956).
На Играх XV Олимпиады в 1952 году в Хельсинки стала трёхкратным призёром соревнований по лёгкой атлетике, завоевав серебряные медали в прыжках в длину и метании копья и бронзовую в прыжках в высоту.
На чемпионате Европы по лёгкой атлетике 1954 года в Берне выиграла «золото» в пятиборье и «серебро» в прыжках в длину.
После завершения спортивной карьеры в 1964 году Александра Чудина занималась тренерской и административной работой в спортивном обществе «Динамо».
Из-за успехов спортсменки австралийский профессор Людвиг Прокоп в 1960 году высказал сомнения в её половой принадлежности, однако они не были доказаны, поскольку гендерный контроль был впервые введён на международных соревнованиях в 1966 году, после завершения спортсменкой карьеры. При этом Галина Зыбина в одном из интервью также утверждает, что Чудина была интерсексом.
Похоронена в Москве , на Троекуровском кладбище,участок № 2.

## Награды
- Орден Ленина (27.04.1957) — «за успехи, достигнутые в деле развития массового физкультурного движения в стране, повышения мастерства советских спортсменов, и успешное выступление на международных соревнованиях»